# Schwäbische Post
Die Schwäbische Post ist eine lokale Tageszeitung im Ostalbkreis. Ihre überregionalen Seiten bezieht die Zeitung von der Mantelredaktion der Südwest Presse in Ulm.
Herausgeber ist die von der Familie Theiss geführte SDZ Druck und Medien GmbH in Aalen. Das Unternehmen und seine Tochterfirmen beschäftigen insgesamt rund 300 festangestellte Mitarbeiter, davon 17 Auszubildende, DHBW-Studierende und Volontäre.
Die verkaufte Auflage beträgt 25.353 Exemplare, ein Minus von 5,9 Prozent seit 1998. Davon werden 9.190 e-Paper, also die Zeitung in ihrer digitalen Form, verkauft.

## Geschichte
Am 29. Januar 1837 wurde der Bote von Aalen als erste Aalener Zeitung von den beiden Schwäbisch Gmünder Buchhändlern Johannes Raach und Philip Jakob Andreas Buck gegründet. Nach der Revolution 1848 wurden die Druckerei und das Anwesen von Ludwig Gottlob Stierlin übernommen. Er erhielt die Konzession zur Herausgabe des Amts- und Intelligenz-Blatts Oberamtsbezirk Aalen, das 1873 den neuen Titel Kocherzeitung erhielt.
Nach der Gleichschaltung durch die Mehrheitsgesellschafterin „NS-Presse“ wurde die Kocherzeitung während der Zeit des Nationalsozialismus zur Kocher- und Nationalzeitung, die das letzte Mal am 17. April 1945 erschien.
Am 25. Februar 1948 erhielten Johannes Binkowski und Konrad Theiss von der US-Militärregierung für den neu gegründeten Süddeutschen Zeitungsdienst die Genehmigung zur Herausgabe der Schwäbischen Post – Zeitung für den Kreis Aalen als zwölfte Zeitung in Baden-Württemberg.
1954 wurden die Buchdruckerei W. A. Stierlin und die Verlagsrechte der Kocherzeitung durch die Schwäbische Post übernommen.
1959 gründete der Süddeutsche Zeitungsdienst die in Schwäbisch Gmünd erscheinende Gmünder Tagespost.
Die Verleger der Schwäbischen Post und der Gmünder Tagespost gehörten 1961 zu den Initiatoren und Gründern von rtv als TV-Programmbeilage der Zeitung.
1965 wurden die Schwäbische Post und die Gmünder Tagespost – nach Verlagsangaben als erste Zeitungen in der Bundesrepublik – auf einer Zeitungsrotationsdruckmaschine im Offsetdruckverfahren vierfarbig gedruckt. Später folgte ein Ausbau des Offsetdrucks im Akzidenzbereich und einer leistungsfähigen Offset-Reproduktion.
2000 wurde der Süddeutsche Zeitungsdienst zur heutigen SDZ Druck und Medien GmbH & Co. KG umfirmiert.
Eine Online-Ausgabe der schwäbischen Post erscheint seit dem 13. Februar 2003.
Im August 2006 erhielt die SDZ Druck und Medien, nach eigener Aussage als erstes deutsches Zeitungshaus, eine Zertifizierung nach ISO 12647 (Prozess Standard Offset).
Seit Dezember 2011 werden die Schwäbische Post und die Gmünder Tagespost im Druckzentrum Hohenlohe-Ostalb (DHO) in Crailsheim gedruckt. Das DHO gehört jeweils zur Hälfte SDZ Druck und Medien sowie der Neuen Pressegesellschaft Ulm.

## Verbreitungsgebiet
Das Verbreitungsgebiet der Schwäbischen Post umfasst die Kreisstadt Aalen mit den Teilorten Unterkochen, Ebnat, Waldhausen, Dewangen, Wasseralfingen, Hofen und Fachsenfeld, die Gemeinde Abtsgmünd mit dem Teilort Untergröningen und Pommertsweiler, die Stadt Ellwangen mit den Teilorten Schrezheim, Rindelbach, Röhlingen und Pfahlheim, die Stadt Bopfingen mit den Teilorten Unterriffingen, Trochtelfingen, Aufhausen, Oberdorf, Kerkingen und Baldern, die Stadt Neresheim mit den Teilorten Elchingen, Dorfmerkingen, Kösingen, Stetten, Schweindorf, Hohlenstein und Ohmenheim, die Stadt Lauchheim mit den Teilorten Röttingen und Hülen, sowie die Stadt Oberkochen und die Gemeinden Essingen, Neuler, Westhausen, Obergröningen, Adelmannsfelden, Rosenberg, Jagstzell, Ellenberg, Wört, Stödtlen, Tannhausen, Unterschneidheim, Kirchheim am Ries und Riesbürg mit Utzmemmingen.

## Auflage
Die Schwäbische Post hat wie die meisten deutschen Tageszeitungen in den vergangenen Jahren an Auflage eingebüßt. Die verkaufte Auflage ist in den vergangenen 10 Jahren um durchschnittlich 0,6 % pro Jahr gestiegen. Im vergangenen Jahr ist sie dagegen um 1,3 % gefallen. Sie beträgt gegenwärtig 25.353 Exemplare. Davon werden 5.945 E-Paper, also die Zeitung in ihrer digitalen Form, verkauft. Der Anteil der Abonnements an der verkauften Auflage liegt bei 65,8 Prozent.
| 1998  | 1999  | 2000  | 2001  | 2002  | 2003  | 2004  | 2005  | 2006  | 2007  | 2008  | 2009  | 2010  | 2011  | 2012  | 2013  | 2014  | 2015  | 2016  | 2017  | 2018  | 2019  | 2020  | 2021  | 2022  | 2023  | 2024  |
| ----- | ----- | ----- | ----- | ----- | ----- | ----- | ----- | ----- | ----- | ----- | ----- | ----- | ----- | ----- | ----- | ----- | ----- | ----- | ----- | ----- | ----- | ----- | ----- | ----- | ----- | ----- |
| 26943 | 26870 | 26863 | 26897 | 26801 | 26430 | 26142 | 25872 | 25775 | 25528 | 25342 | 25084 | 24963 | 24957 | 24702 | 24159 | 23787 | 23126 | 22486 | 21899 | 21585 | 24136 | 23953 | 25561 | 25614 | 25684 | 25353 |

## Weitere Geschäftszweige der SDZ. Druck und Medien
- 1961: Eröffnung Büroeinzelhandel Schwäpo-Shop in Aalen[2]
- 1986: Ausgründung der Abteilung Elektronische Datenverarbeitung als Tochterunternehmen Theiss & Binkowski Aalen GmbH & Co. KG Rechenzentrum[2]
- 1992: Gründung der neuen Wirtschaftszeitung für Ostwürttemberg Wirtschaft Regional[5]
- 1995: Zusammenarbeit mit dem Fraunhofer-Institut in Stuttgart bei der Pilotproduktion eines Multimedia-Katalogs als Basis des DSM (Digitales Sales Marketing). Daraus entwickelte sich die Dienstleistungsmarke SDZeCOM, die 2008 als eigenständiges Tochterunternehmen ausgegründet wurde.[5]
- 2000: Einführung des Digitaldrucks mit der neuen Tochter DigitalDruck Aalen (seit April 2007 mit dem Unternehmensbereich DigitalDruck Deutschland)[2]
- 1. Juli 2006: Die Ostalb Mail GmbH & Co. KG nimmt ihre Tätigkeit als privater Dienstleister für Geschäftspost auf.[5]
- 1. Januar 2009: Beteiligung am Stadtmagazin Xaver[5]
- 2011: Gründung der Medienwerkstatt Ostalb[2]
- 2016: Gründung von SDZ. Events und Messen GmbH als regionaler Messeveranstalter und  Eventagentur.[10]
- 2016: Gründung der Fullservice-Agentur Younik zur kreativen Umsetzung von Werbeideen und Kampagnen.
- 2020: Gründung der SDZ Media GmbH als ein Tochterunternehmen der Gruppe SDZ. Druck und Medien. Als Full Service Dienstleister setzt die Agentur maßgeschneiderte Kommunikationsprojekte für Kunden um.[11]
- 2021: Ende 2021 Schließung des Papeterie-Fachgeschäftes SchwäPo-Shop in Aalen.